# Melanocercops melanommata
Melanocercops melanommata är en fjärilsart som först beskrevs av Turner 1913.  Melanocercops melanommata ingår i släktet Melanocercops och familjen styltmalar. Inga underarter finns listade i Catalogue of Life.